# Illja Krawtschenko

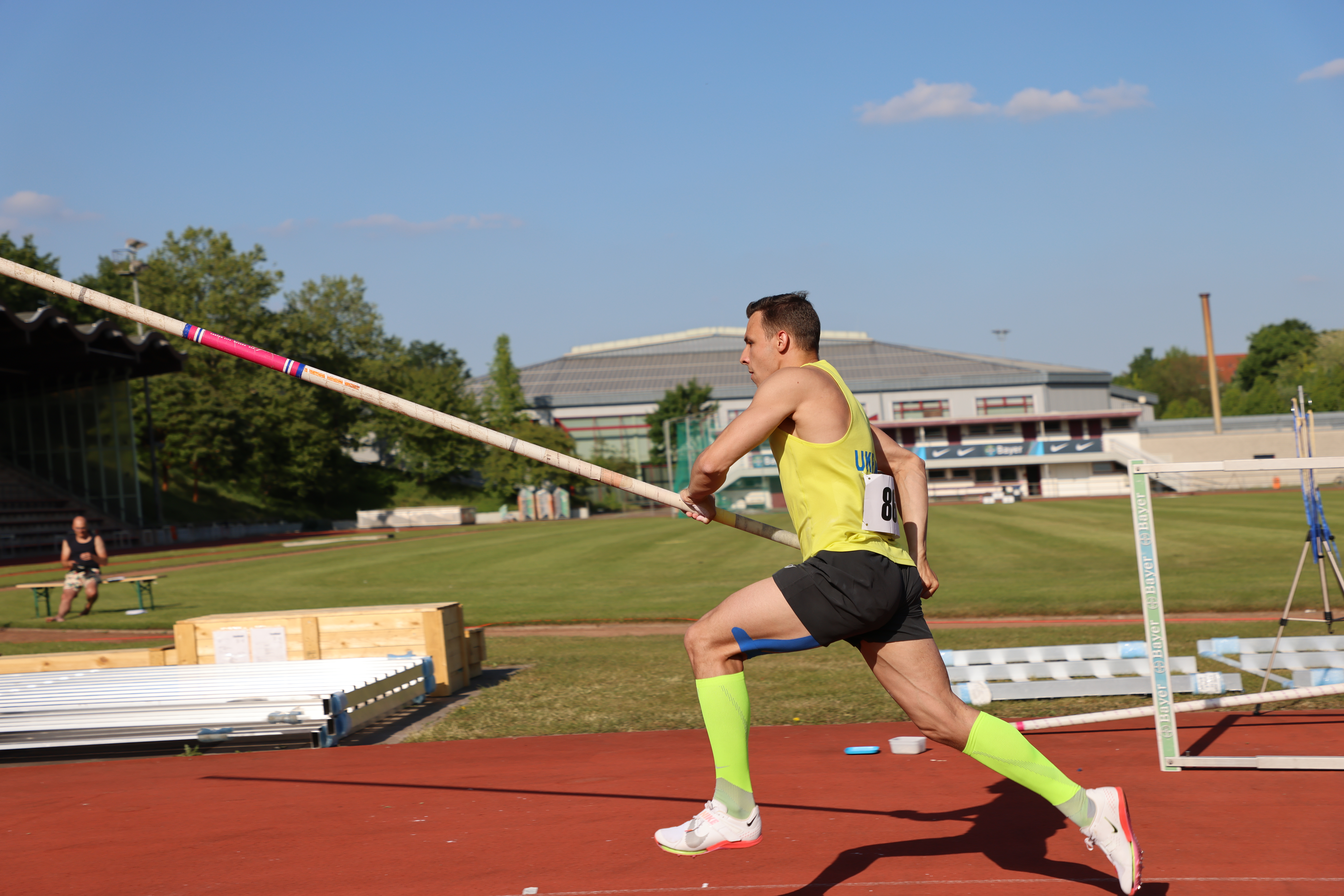
Illja Krawtschenko

Illja Wolodymyrowytsch Krawtschenko (ukrainisch Ілля Володимирович Кравченко; * 8. August 2000) ist ein ukrainischer Leichtathlet, der sich auf den Stabhochsprung spezialisiert hat.

## Sportliche Laufbahn
Erste internationale Erfahrungen sammelte Illja Krawtschenko im Jahr 2017, als er bei den U18-Weltmeisterschaften in Nairobi mit übersprungenen 4,70 m die Bronzemedaille gewann. Im Jahr darauf gelangte er bei den U20-Weltmeisterschaften in Tampere bis in das Finale und belegte dort mit 5,05 m den elften Platz. 2019 gewann er dann bei den U20-Europameisterschaften im schwedischen Borås mit Bestleistung von 5,31 m die Silbermedaille und im Jahr darauf siegte er mit 5,20 m bei den Balkan-Meisterschaften in Cluj-Napoca. 2021 brachte er bei den U23-Europameisterschaften in Tallinn im Finale keine Höhe zustande und 2024 siegte er mit 5,30 m bei den Balkan-Meisterschaften in Izmir und kurz darauf verpasste er bei den Europameisterschaften in Rom mit 5,25 m den Finaleinzug.
2019 und Krawtschenko ukrainischer Hallenmeister im Stabhochsprung.